# Seyni Kouyaté
 (novembre 2023).
Seyni Kouyaté (de son vrai nom Alseny Kouyaté) est un musicien, chanteur et auteur compositeur Guinéen né le 3 juin 1963 à Madina Oula, dans la région de Kindia en Guinée Conakry. Il est considéré comme pionnier dans le genre musical qu’il nomme lui-même Yankadi reggae, mélange du reggae Jamaïcain et des sons de Guinée (notamment le balafon). Il compte à son actif plus de 500 concerts partout en Europe.

## Biographie

### Enfance et jeunesse
Seyni naît le 3 juin 1963 dans le village de Madina Oula en Guinée, d’un père griot malinké et d’une mère soussou elle aussi griotte, il passe son enfance entre son village natal et la capitale Conakry. Doué pour la musique, c’est dans la tradition africaine qu’il apprend d’abord le balafon puis la guitare (notamment grâce à son père qui maîtrise cet instrument).
Plus tard dans sa jeunesse il découvrira le reggae avec Bob Marley et Peter Tosh, et tombera amoureux de ce genre musical.
À l’âge de 17 ans, il quitte la Guinée pour la Côte d'Ivoire en quête d’aventure, accompagné de son grand-frère.

### Débuts en Côte d’Ivoire
À son arrivée en Côte d’Ivoire, Seyni atterrit à Abidjan où il enchaîne les petits boulots, travaillant notamment en tant que blanchisseur.
Il fait plus tard la connaissance de Mamadou Condé et intègre sa troupe en tant que balafoniste, il se produit de manière quotidienne dans le restaurant de ce dernier, Tribord Babord.
Par la suite, il est repéré par Souleymane Koly, fondateur de la troupe de théâtre Kotéba d'Abidjan qui souhaite le prendre dans son équipe. Il rentre finalement dans la troupe toujours en tant que balafoniste ; mais Koly remarque rapidement le potentiel de Seyni, et le fait évoluer en tant que guitariste, compositeur, comédien et danseur.
Koteba d’Abidjan enchaîne à l’époque les tournées à travers le monde et Seyni s’impose alors comme le compositeur principal des pièces écrites par Koly.
Il participe en 1987 au film La Vie Platinée de Claude Cadiou en tant que compositeur et acteur aux côtés de Mamady Keïta et Pierre Gondo. Il enregistre la même année son premier album « Mousso Ko » (« Problèmes d’amour ») produit par Souleymane Koly, mais qui ne sortira finalement pas.
Seyni passera au total plus de 10 ans au sein de Koteba d’Abidjan, lui permettant de devenir un artiste complet.

### Arrivée en France et débuts en solo
En 1989, Seyni décide de s’installer en France et choisît Angoulême. Il fonde 2 ans plus tard son premier groupe, BDM (Black Dance Music) et enregistre en 1993 son premier album sur le territoire français : « Allah Nikki » (« Ce que dieu te donne ») en autoproduction.
Il réalise avec ce groupe ses premières tournées à travers l’Europe.

### Le succès
Après s’être installé à Bordeaux, Seyni fonde son deuxième groupe en 1996 qu’il nomme « Rootsaba » (« Roots » pour racines en anglais et « saba » qui signifie 3 dans sa langue paternelle) et sort en 1998 l’album « Nana » dont le titre « Mon Beau Village » se hisse au premier rang des hits de la BBC Londonienne durant une semaine.
Il sort 2 ans plus tard l’album « Limaniya » (« Courage et humilité ») avec des invités tels que Manu Dibango qui posera son saxophone sur le titre « Faniko ».
En parallèle, il enchaîne les tournées en France et à l’international et se produit dans des salles parisiennes mythiques telles que le New Morning, l’Elysée-Montmartre ou encore La Flèche d’Or.
Il rencontre à la même période Fred Lachaize et commence ainsi à travailler avec la société Music’Action, ce qui donnera naissance au célèbre festival de musique Reggae Sun Ska Festival en 1998.
À l’occasion d’un voyage dans son pays natal accompagné de son groupe, Seyni souhaite s’y produire mais la situation politique et le manque de moyens des producteurs de musique locaux l’en empêchent ; il parvient toutefois à organiser un concert par ses propres moyens.
Il fonde en 2003 « Seyni et Yeliba » (« Seyni et les grands griots »), son groupe actuel, et sort en 2003 la compilation « N’Tara » (« Grand-frère »).
Sa carrière continue de prendre de la vitesse au cours des années 2000 et il sort en 2006 son 6e projet « Liberté », un album live enregistré pendant un concert au Krakatoa lors d’une tournée commune avec le groupe californien Groundation.
À cette même période, Seyni continue ses tournées et réalise des concerts dans des festivals de renommée internationale comme le Summerjam, Rototom Sunsplash et les musiques métisses.
En 2008, il sort un nouvel album appelé « Mon Général » qui dénonce la situation dans son pays d’origine. Cet opus rencontre un succès important à sa sortie et remporte le prix du Web Awards l’année suivante.
Seyni reste absent quelques années à la suite d'un grave accident de la route mais revient en 2016 avec un album acoustique logiquement appelé « Seyni’s Come Back » (« Le retour de Seyni ») qui regroupe 20 titres.
Il continue de réaliser des concerts à travers le monde par la suite.

## Discographie

### Albums
- 1987 : Mousso Ko Jamais sorti
- 1993 : Allah Nikki
- 1998 : Nana
- 2000 : Limaniya
- 2003 : N'Tara
- 2006 : Liberté
- 2008 : Mon Général
- 2016 : Seyni's Come Back

### Singles
- 2009 : Manguè Wulé Falè ft. Bill de Sam / Alpha Wess
- 2014 : My Roots
- 2014 : Conakry
- 2020 : Les assoiffés du pouvoir

## Filmographie
- 1987 : La Vie Platinée de Claude Cadiou